# 瓦莱丽·弗莱明
瓦莱丽·弗莱明（英語：Valerie Fleming，1976年12月18日—），生于旧金山，美国女子雪车运动员。她曾代表美国参加2006年冬季奥林匹克运动会雪车比赛，获得女子双人银牌。